# Ivica Belas
Ivica Belas (* 22. März 1977 in Split, SFR Jugoslawien) ist ein österreichischer Handballspieler.

## Karriere
Ivica Belas lief bis 2002 für den kroatischen Verein RK Brodomerkur Split, mit dem er dreimal kroatischer Meister wurde, auf. Anschließend spielte er zwei Jahre lang in Bozen, bevor er 2004 in die Handball Liga Austria zu den Aon Fivers Margareten wechselte. Seit 2008 steht er beim UHK Krems unter Vertrag, mit dem er 2010 österreichischer Cupsieger wurde. Seit der Saison 2013/14 ist er Spielertrainer in Krems. 2016 beendete er sein Arrangement beim UHK Krems nach einem misslungenen Saisonstart. Für die Saison 2018/19 wurde er vom UHC Hollabrunn als Trainer verpflichtet. 2022 löste Vlatko Mitkov ihn als Trainer in Hollabrunn ab.
Am 24. Dezember 2010 wurde Belas die österreichische Staatsbürgerschaft verliehen, im März 2011 gab er sein Debüt für die österreichische Nationalmannschaft, für die er bisher zwei Länderspiele bestritt.

## HLA-Bilanz
| Saison    | Verein    | Spielklasse | Tore | 7-Meter | Feldtore |
| --------- | --------- | ----------- | ---- | ------- | -------- |
| 2008/09   | UHK Krems | HLA         | 109  | 0/0     | 109      |
| 2009/10   | UHK Krems | HLA         | 124  | 0/0     | 124      |
| 2010/11   | UHK Krems | HLA         | 96   | 0/0     | 96       |
| 2011/12   | UHK Krems | HLA         | 104  | 0/0     | 104      |
| 2012/13   | UHK Krems | HLA         | 84   | 0/0     | 84       |
| 2013/14   | UHK Krems | HLA         | 25   | 0/0     | 25       |
| 2014/15   | UHK Krems | HLA         | 0    | 0/0     | 0        |
| 2015/16   | UHK Krems | HLA         | 0    | 0/0     | 0        |
| 2008–2016 | gesamt    | HLA         | 542  | 0/0     | 542      |

## Sonstiges
Ivica Belas ist verheiratet und hat eine Tochter. Er hat ein Studium zum Sportlehrer mit dem Abschluss zum Sportprofessor absolviert.